# 王生明
王生明（1910年3月25日—1955年1月20日），字至誠，湖南省祁陽縣蕭家村人，祖籍江西，胡宗南舊部，中華民國陸軍軍官，於一江山島戰役率領700多名守軍抵抗中国人民解放军3天，最後遺言“共匪距離我50米，只剩下一顆手榴弹给自己”。

## 生平

### 早年
年幼時入讀私塾兩年，15歲從軍，歷經大小戰役屢立戰功，自預備兵晉升至地區司令。
1927年，國民革命軍北伐中南京之战，孙传芳以白俄傭兵和北伐军反复争夺雨花台，17岁的王生明在学兵队中擔任班长生俘白俄傭兵2名。後升任40軍少尉排長，旋即在中原大戰中立功升任中尉。

### 勦共
此後參加對蘇區的圍剿，在紅軍損失最大的廣昌戰鬥中負傷。1935年，王生明率部包围了红军总政治部副主任贺昌，贺昌自戕。

### 抗日
1937年對日抗戰，王生明率部参加淞滬戰役，死守蕰藻浜，所部只有9人生還，此後王生明即受到胡宗南的屢次提拔，先後参加中條山戰役，朱仙镇戰役，抗戰结束时已經升到上校。

### 一江山
1949年胡宗南所部敗退西康，王生明放棄駐防臺灣第198師副師長的職務，追隨胡宗南到西康軍中擔任第135師副師長，後和羅列在西康打遊擊，戰至彈盡援絕後於1950年2月輾轉返台。王生明入國防部政幹班受訓後，再度追隨化名秦東昌的胡宗南調任大陳防衛部一江山地區副司令，不久繼任南麂地區副司令。胡宗南將30多股各自為政的游擊武力，整編為反共救國軍6個大隊，將船隻整編為海上突擊總隊。1953年8月，蔣中正總統決定增調正規軍到大陳島，派出陸軍第46師，並由留美的劉廉一中將擔任大陳防衛司令，取代胡宗南。陸軍第46師防守大陳本島，救國軍駐守周邊的一江山、漁山、南麂島。劉廉一於1954年將王生明升任司令，同年10月，晉任一江山地區司令。
1955年元旦獲頒第五屆戰鬥英雄第一名，並由時任總統蔣中正親自授獎。王生明知道守一江山島必死，命令部隊中夫妻、兄弟、父子必須撤退一人。
1月18日，中國人民解放軍猛攻一江山島，國軍720人誓死堅守，奮戰三晝夜，殲敵2,000餘，終至全部壯烈成仁:79。蔣以陸軍上校王生明，於一江山之役，壯烈殉國，特予追晉陸軍少將:80。王生明身後由蔣親臨致祭並入祀國民革命忠烈祠。

## 評價

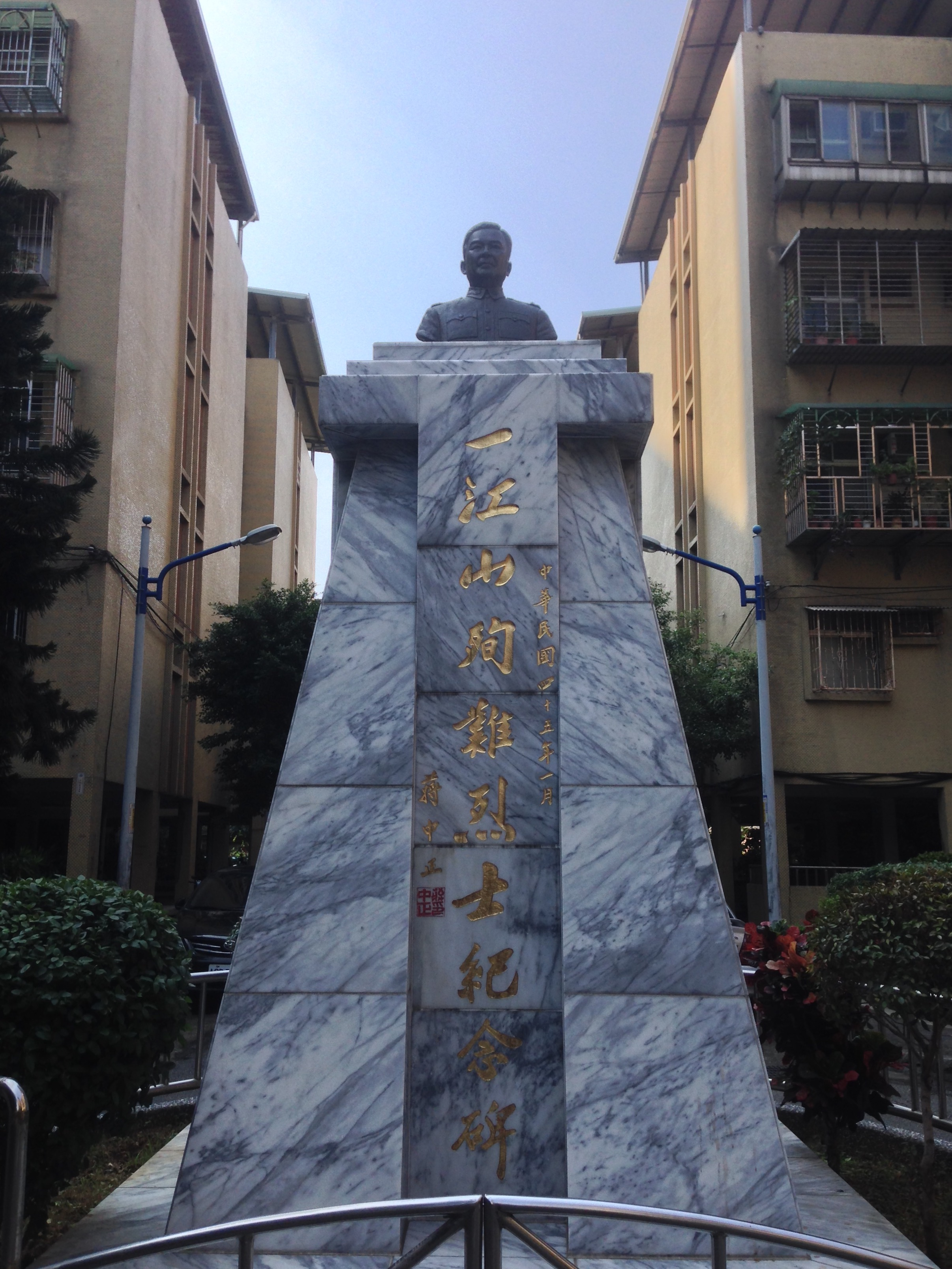
一江山殉難烈士紀念碑（上方为王生明的雕塑）

王應文於紀念一江山戰役周年座談會說：蔣緯國將軍曾向我提過，在當年的軍事會議中，先總統蔣介石對王生明將軍所率領官兵誓死捍衛一江山表達肯定，並對他們堅守陣地深表信心，因為「堅守一天，就可使台灣的人心振奮起來；守兩天，就能使大陸人心及中共對我們的看法不一樣；守三天，就能把白宮翻過來。」事後果然一如先總統蔣介石所預判，美國不但對我國大為改觀，而且國會快速通過中美共同防禦條約，這完全是一江山戰役國軍官兵壯烈犧牲所換來，他們對國家安全的貢獻非常深遠。

## 紀念
- 高雄市鳳山區陸軍軍官學校附近有生明社區及王生明路。
- 士林芝山岩的「至誠路」，是以王生明的字「至誠」命名。

## 外部連結
- （繁體中文）榮民文化網〈戰鬥英雄王生明〉 （页面存档备份，存于）
- （繁體中文）[ 〈一江山精忠氣節 半世紀輝耀古今〉]，《青年日報》，2005年1月20日。
- （繁體中文）〈紀念一江山戰役五十週年〉[永久]，《榮光電子報》2079期。
- （繁體中文）大陳浪 淘盡半世紀恩仇 （页面存档备份，存于），《聯合報》，2011年2月9日。
- （繁體中文）懷念父親王生明將軍 （页面存档备份，存于）
- （繁體中文）1955年國共一江山戰役的新發現(下) （页面存档备份，存于）
- （繁體中文）年輕人不知「一江山戰役」　烈士王生明之子王應文籲納入課本 （页面存档备份，存于），《東森新聞》，2015年1月20日。